# Pyrrholaemus
A Pyrrholaemus a madarak osztályának verébalakúak (Passeriformes) rendjébe és az ausztrálposzáta-félék (Acanthizidae) családjába tartozó nem. A nemet egyes szervezetek a gyémántmadárfélék (Pardalotidae) családjának, Acanthizinae alcsaládjába sorolják.

## Rendszerezés
A nembe az alábbi 1 vagy 2 faj tartozik:
- Pyrrholaemus brunneus[1][3]
- csíkos surranóposzáta (Pyrrholaemus sagittatus[1] vagy Chthonicola sagittatus)[3]

## Előfordulásuk
Ausztrália területén honosak.